# Polp sec

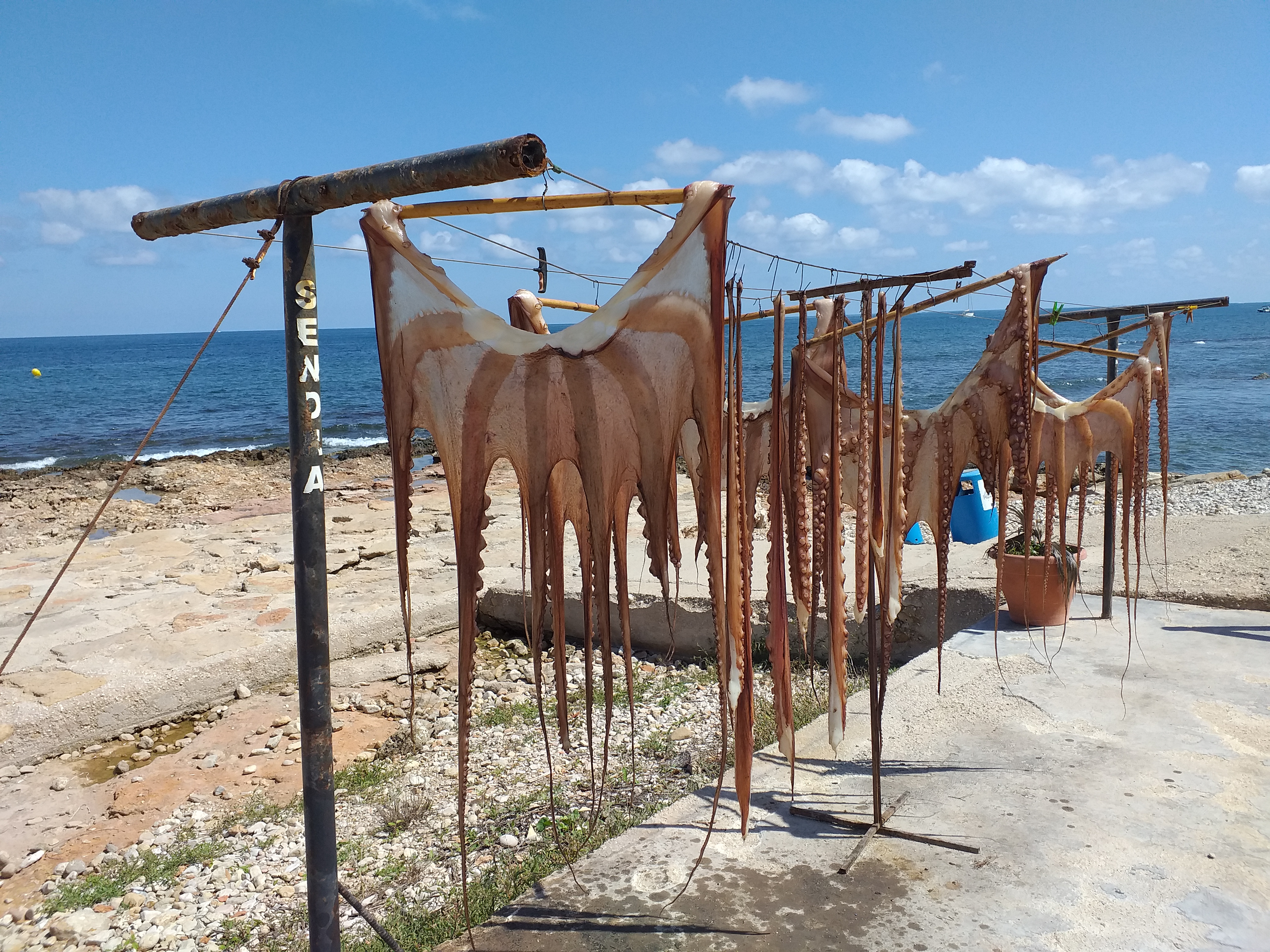
Polp assecant-se al sol a Les Rotes de Dénia

El polp sec o pop sec és una manera culinària de preparar els pops. A la cuina asiàtica, incloent-hi Rússia, es prepara simplement amb el pop cru assecat en tires fines. Al País Valencià, especialment a la comarca de la Marina Alta (Dénia, Xàbia, etc.) i les Terres de l'Ebre el polp sec és un ingredient de plats més elaborats, per exemple per a fer estofats i guisats de fesols o de patates.
Altres formes de cuinar el pop, sec o no, pròpies del País Valencià són el polp torrat, polp en sucà, polp en mullà, polp en suc, polp en oli, polp bullit, polp escabetxat, polp en vi, polp al forn, etc.
A Xàbia el polp sec és un pop deixat assecar a l'aire lliure. Una vegada sec es torra directament sobre la flama del foc i se serveix tallat a trossos amb oli d'oliva.

## Preparació
Es treuen les vísceres del pop, els ulls i la boca, després es deixa assecar al sol fins que la carn del pop estigui ben seca.
Tradicionalment els pops es tenien unes hores amb aigua i sal abans de l'assecatge i el suspenien d'un fil que li passaven pels ulls. Després els deixaven al sol originant singulars rastelleres. El polp sec calia castigar-lo amb nombrosos cops de maça per estovar-lo. Actualment, es posen al congelador uns dies i ja no cal colpejar-lo.
El polp torrat és, senzillament, polp sec torrat amb oli i molt de pa, per mullar.